# Gran Premio motociclistico di Francia 1989
Il Gran Premio motociclistico di Francia 1989 fu l'undicesimo appuntamento del motomondiale 1989, 55ª edizione del Gran Premio motociclistico di Francia e 33ª valida per il motomondiale.
Nell'alternanza delle piste francesi che lo ospitarono, quest'anno si svolse il 16 luglio 1989 sul circuito Bugatti di Le Mans e vide la vittoria di Eddie Lawson nella classe 500, di Carlos Cardús nella classe 250, di Jorge Martínez in classe 125 e di Rolf Biland/Kurt Waltisperg nei sidecar.

## Classe 500
Nella gara della classe regina si è imposto, per la terza volta nella stagione, lo statunitense Eddie Lawson che ha preceduto i connazionali Kevin Schwantz e Wayne Rainey.

### Arrivati al traguardo
| Pos. | Pilota               | Moto   | Tempo    | Griglia | Punti |
| ---- | -------------------- | ------ | -------- | ------- | ----- |
| 1    | Eddie Lawson         | Honda  | 50.16.94 | 1       | 20    |
| 2    | Kevin Schwantz       | Suzuki | 50.17.71 | 2       | 17    |
| 3    | Wayne Rainey         | Yamaha | 50.32.47 | 3       | 15    |
| 4    | Christian Sarron     | Yamaha | 50.40.53 | 5       | 13    |
| 5    | Kevin Magee          | Yamaha | 50.41.15 | 4       | 11    |
| 6    | Pierfrancesco Chili  | Honda  | 50.53.94 | 7       | 10    |
| 7    | Niall Mackenzie      | Yamaha | 51.10.48 | 6       | 9     |
| 8    | Michael Doohan       | Honda  | 51.16.06 | 8       | 8     |
| 9    | Robert McElnea       | Honda  | 51.43.23 | 11      | 7     |
| 10   | Adrien Morillas      | Honda  | 1 giro   | 15      | 6     |
| 11   | Randy Mamola         | Cagiva | 1 giro   | 13      | 5     |
| 12   | Thierry Crine        | Suzuki | 1 giro   | 16      | 4     |
| 13   | Alessandro Valesi    | Yamaha | 1 giro   | 19      | 3     |
| 14   | Simon Buckmaster     | Honda  | 1 giro   | 21      | 2     |
| 15   | Fabio Biliotti       | Honda  | 2 giri   | 27      | 1     |
| 16   | Eddie Laycock        | Honda  | 2 giri   | 20      |       |
| 17   | Bruno Kneubühler     | Honda  | 2 giri   | 22      |       |
| 18   | Juan López Mella     | Honda  | 2 giri   | 26      |       |
| 19   | Claude Albert        | Suzuki | 2 giri   | 23      |       |
| 20   | Jean Paul Lecointe   | Suzuki | 2 giri   | 28      |       |
| 21   | Nicholas Schmassmann | Honda  | 2 giri   | 31      |       |
| 22   | Pascal Seguela       | Honda  | 2 giri   | 34      |       |
| 23   | Bernard Gitton       | Paton  | 2 giri   | 35      |       |
| 24   | Fernando De Nicolás  | Honda  | 3 giri   | 36      |       |
| 25   | Cees Doorakkers      | Honda  | 7 giri   | 24      |       |

### Ritirati
| Pilota           | Moto   | Motivo | Griglia |
| ---------------- | ------ | ------ | ------- |
| Wayne Gardner    | Honda  |        | 10      |
| Freddie Spencer  | Yamaha |        | 9       |
| Marco Gentile    | Fior   |        | 18      |
| Andreas Leuthe   | Suzuki |        | 33      |
| Fred Merkel      | Honda  |        | 12      |
| Patrick Salles   | Fior   |        | 30      |
| Patrick Lerustre | Fior   |        | 29      |
| Bernard Andrault | Honda  |        | 32      |
| Marco Papa       | Paton  |        | 25      |
| Raymond Roche    | Cagiva |        | 17      |

### Non partito
| Pilota           | Moto  | Motivo | Griglia |
| ---------------- | ----- | ------ | ------- |
| Dominique Sarron | Honda |        | 14      |

## Classe 250
Primo successo nel motomondiale per il pilota spagnolo Carlos Cardús che ha preceduto lo svizzero Jacques Cornu e il connazionale Sito Pons; quest'ultimo resta saldamente in testa alla classifica provvisoria, con 59 punti su Cornu.

### Arrivati al traguardo
| Pos. | Pilota                    | Moto    | Tempo    | Griglia | Punti |
| ---- | ------------------------- | ------- | -------- | ------- | ----- |
| 1    | Carlos Cardús             | Honda   | 43.21.12 | 3       | 20    |
| 2    | Jacques Cornu             | Honda   | 43.21.47 | 8       | 17    |
| 3    | Sito Pons                 | Honda   | 43.22.11 | 7       | 15    |
| 4    | Toshihiko Honma           | Yamaha  | 43.23.51 | 2       | 13    |
| 5    | Jean-Philippe Ruggia      | Yamaha  | 43.23.79 | 1       | 11    |
| 6    | Reinhold Roth             | Honda   | 43.26.09 | 4       | 10    |
| 7    | Masahiro Shimizu          | Honda   | 43.28.61 | 13      | 9     |
| 8    | Juan Garriga              | Yamaha  | 43.42.15 | 6       | 8     |
| 9    | Didier de Radiguès        | Aprilia | 43.43.61 | 11      | 7     |
| 10   | Helmut Bradl              | Honda   | 43.44.42 | 10      | 6     |
| 11   | Luca Cadalora             | Yamaha  | 43.45.47 | 5       | 5     |
| 12   | Martin Wimmer             | Aprilia | 43.53.88 | 12      | 4     |
| 13   | Daniel Amatriaín          | Honda   | 43.57.57 | 16      | 3     |
| 14   | Alberto Puig              | Yamaha  | 43.57.95 | 15      | 2     |
| 15   | Gary Cowan                | Yamaha  | 44.11.63 | 24      | 1     |
| 16   | Alberto Rota              | Aprilia | 44.11.97 | 25      |       |
| 17   | Renzo Colleoni            | Aprilia | 44.12.39 | 17      |       |
| 18   | Carlos Lavado             | Aprilia | 44.17.41 | 14      |       |
| 19   | Paolo Casoli              | Honda   | 44.28.15 | 18      |       |
| 20   | Andreas Preining          | Aprilia | 44.35.16 | 21      |       |
| 21   | Alain Bronec              | Aprilia | 44.35.62 | 26      |       |
| 22   | Frédéric Protat           | Aprilia | 44.36.06 | 28      |       |
| 23   | Javier Cardelús           | Cobas   | 44.48.34 | 31      |       |
| 24   | Jean-Francois Foray       | Yamaha  | 44.50.44 | 32      |       |
| 25   | Patrick van den Goorbergh | Yamaha  | 45.00.39 | 33      |       |
| 26   | Hans Becker               | Honda   | 45.07.96 | 29      |       |
| 27   | Luis Lavado               | Yamaha  | 45.12.03 | 36      |       |
| 28   | Kevin Mitchell            | Yamaha  | 45.12.29 | 34      |       |
| 29   | Maurizio Vitali           | Honda   | 5 giri   | 35      |       |

### Ritirati
| Pilota           | Moto    | Motivo | Griglia |
| ---------------- | ------- | ------ | ------- |
| Loris Reggiani   | Honda   |        | 9       |
| August Auinger   | Yamaha  |        | 23      |
| Fausto Ricci     | Aprilia |        | 27      |
| Wilco Zeelenberg | Honda   |        | 19      |
| Jochen Schmid    | Honda   |        | 22      |
| Harald Eckl      | Aprilia |        | 20      |
| Alex Barros      | Yamaha  |        | 30      |

## Classe 125
Vittoria per il pilota spagnolo Jorge Martínez davanti al connazionale Àlex Crivillé e all'italiano Ezio Gianola.
Con il ritiro del pilota olandese Hans Spaan con cui condivideva la testa della classifica e con il terzo posto nella gara, Gianola si trova in testa alla classifica provvisoria davanti a Crivillé e Spaan.

### Arrivati al traguardo
| Pos. | Pilota              | Moto     | Tempo    | Griglia | Punti |
| ---- | ------------------- | -------- | -------- | ------- | ----- |
| 1    | Jorge Martínez      | Derbi    | 42.37.94 | 1       | 20    |
| 2    | Àlex Crivillé       | JJ Cobas | 42.38.83 | 3       | 17    |
| 3    | Ezio Gianola        | Honda    | 42.54.50 | 4       | 15    |
| 4    | Koji Takada         | Honda    | 43.06.32 | 7       | 13    |
| 5    | Fausto Gresini      | Garelli  | 43.06.70 | 5       | 11    |
| 6    | Hisashi Unemoto     | Honda    | 43.13.54 | 11      | 10    |
| 7    | Flemming Kistrup    | Honda    | 43.24.74 | 10      | 9     |
| 8    | Luis Miguel Reyes   | Honda    | 43.25.09 | 20      | 8     |
| 9    | Domenico Brigaglia  | Garelli  | 43.32.63 | 18      | 7     |
| 10   | Alfred Waibel       | Honda    | 43.33.04 | 19      | 6     |
| 11   | Adi Stadler         | Honda    | 43.35.77 | 8       | 5     |
| 12   | Jean-Claude Selini  | Honda    | 43.37.30 | 14      | 4     |
| 13   | Jean Pierre Jeandat | Honda    | 43.40.41 | 13      | 3     |
| 14   | Corrado Catalano    | Rotax    | 43.56.43 | 35      | 2     |
| 15   | Hervé Duffard       | Honda    | 43.59.91 | 22      | 1     |
| 16   | Johnny Wickström    | Honda    | 44.02.41 | 33      |       |
| 17   | Manuel Hernández    | Honda    | 44.02.96 | 31      |       |
| 18   | Javier Debón        | JJ Cobas | 44.04.19 | 25      |       |
| 19   | Emilio Cuppini      | Aprilia  | 44.07.76 | 23      |       |
| 20   | Hubert Abold        | Rotax    | 44.25.48 | 29      |       |
| 21   | Robin Appleyard     | Honda    | 44.26.00 | 16      |       |
| 22   | Håkan Olsson        | Rotax    | 44.39.54 | 32      |       |
| 23   | Serge Julin         | Honda    | 1 giro   | 34      |       |
| 24   | Mike Leitner        | LCR      | 5 giri   | 30      |       |

### Ritirati
| Pilota            | Moto    | Motivo | Griglia |
| ----------------- | ------- | ------ | ------- |
| Hans Spaan        | Honda   |        | 2       |
| Bady Hassaine     | Honda   |        | 27      |
| Trevor Manley     | Honda   |        | 36      |
| Stefan Prein      | Honda   |        | 6       |
| Bruno Casanova    | Aprilia |        | 26      |
| Doriano Romboni   | Honda   |        | 9       |
| Alex Bedford      | EMC     |        | 28      |
| Julián Miralles   | Derbi   |        | 15      |
| Allan Scott       | Honda   |        | 12      |
| Lucio Pietroniro  | Honda   |        | 24      |
| Herri Torrontegui | Honda   |        | 21      |
| Thierry Feuz      | Honda   |        | 17      |

## Classe sidecar
Seconda vittoria stagionale per l'equipaggio Rolf Biland-Kurt Waltisperg, che precede al traguardo i leader della classifica iridata Steve Webster-Tony Hewitt. Il terzo posto va agli olandesi Egbert Streuer-Geral de Haas.
In classifica, a tre gare dal termine della stagione, Webster guida con 95 punti, davanti a Streuer a 86; Biland si porta a 70 punti e scavalca Michel (66) al terzo posto.  

### Arrivati al traguardo (posizioni a punti)[4]
| Pos | Pilota          | Passeggero      | Moto          | Tempo    | Punti |
| --- | --------------- | --------------- | ------------- | -------- | ----- |
| 1   | Rolf Biland     | Kurt Waltisperg | LCR-Krauser   | 40'59"26 | 20    |
| 2   | Steve Webster   | Tony Hewitt     | LCR-Krauser   | +8"51    | 17    |
| 3   | Egbert Streuer  | Geral de Haas   | LCR-Yamaha    | +28"49   | 15    |
| 4   | Alain Michel    | Jean-Marc Fresc | LCR-Krauser   | +44"10   | 13    |
| 5   | Masato Kumano   | Markus Fährni   | LCR-Yamaha    | +50"11   | 11    |
| 6   | Derek Jones     | Peter Brown     | LCR-Yamaha    | +57"37   | 10    |
| 7   | Steve Abbott    | Shaun Smith     |               |          | 9     |
| 8   | Barry Brindley  | Graham Rose     | Fowler-Yamaha |          | 8     |
| 9   | Fritz Stölzle   | Hubert Stölzle  | LCR-Krauser   |          | 7     |
| 10  | Theo van Kempen | Simon Birchall  | LCR-Krauser   |          | 6     |
| 11  | Tony Wyssen     | Kilian Wyssen   | LCR-Krauser   |          | 5     |
| 12  | Markus Egloff   | Urs Egloff      | SMS-Yamaha    |          | 4     |
| 13  | René Progin     | Yvan Hunziker   | LCR-Krauser   |          | 3     |
| 14  | Barry Smith     | David Smith     | Windle-ADM    |          | 2     |
| 15  | Billy Gällros   | Håkan Olsson    | ?-Yamaha      |          | 1     |